# Cadurcia zetterstedti
Cadurcia zetterstedti är en tvåvingeart som först beskrevs av Karsch 1886.  Cadurcia zetterstedti ingår i släktet Cadurcia och familjen parasitflugor. Inga underarter finns listade i Catalogue of Life.